# Andreas Müller (Politiker, 1934)

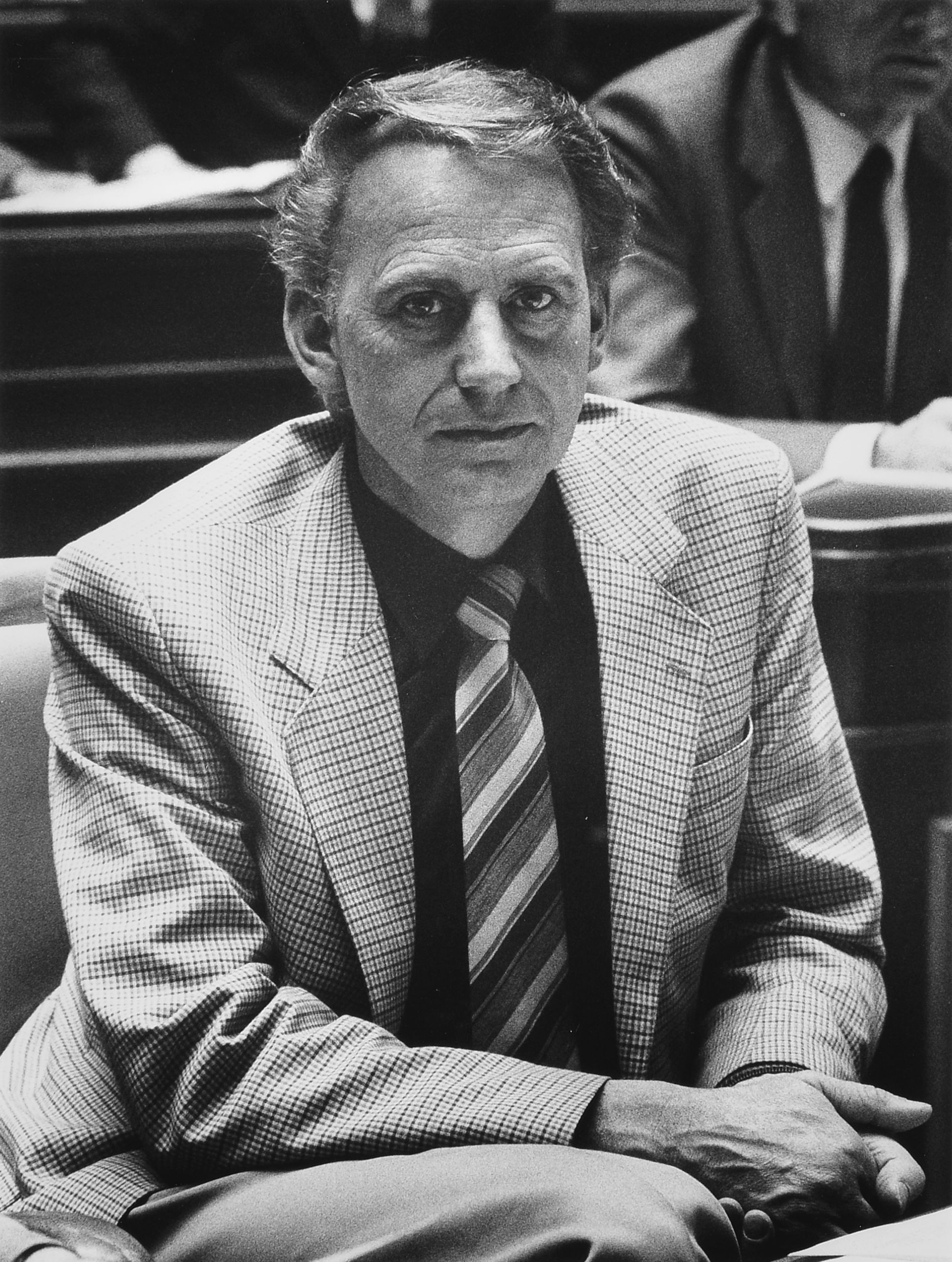
Nationalrat Andreas Müller

Andreas Müller (* 12. Februar 1934 in Leuggern; heimatberechtigt in Lengnau AG) ist ein Schweizer Historiker, ehemaliger Gymnasiallehrer und Politiker des Landesrings der Unabhängigen (LdU).

## Leben

### Familie und Beruf
Der katholisch getaufte, gebürtige Leuggerner Andreas Müller, Sohn des Lehrers William Müller sowie von dessen Ehegattin Alice geborene Santandrea, absolvierte nach dem Pflichtschulabschluss in seiner Heimatgemeinde von 1949 bis 1953 eine Lehre als Steinbildhauer. Müller, der zeitgleich die Kunstgewerbeschule in St. Gallen besuchte, war im Anschluss in seinem erlernten Beruf tätig. Nach dem Erwerb der eidgenössischen Maturität wechselte er 1956 an das Lehrerseminar nach Wettingen, das er 1958 abschloss. In der Folge war er bis 1962 als Primarlehrer angestellt. In den 1960er-Jahren widmete er sich berufsbegleitend dem Studium der Geschichte und der Journalistik an der Universität Zürich und der Universität Münster, 1967 erwarb er den akademischen Grad eines Dr. phil. Daran anschliessend übernahm er eine Lehrerstelle an der Alten Kantonsschule Aarau, 1994 wurde er in den Ruhestand verabschiedet.
Andreas Müller heiratete 1960 Charlotte, die Tochter des John Gotthold Muischneek. Er trat insbesondere durch Beiträge zur Politik sowie Geschichte des Kantons Aargau hervor.

### Politischer Werdegang
Der dem Landesring der Unabhängigen (LdU) beigetretene Andreas Müller wurde 1976 vom Aargauer Volk in den Nationalrat gewählt, 1990 schied er aus. Darüber hinaus hielt er von 1984 bis 1989 eine Mitgliedschaft in der Parlamentarischen Versammlung des Europarates inne. Müllers politisches Engagement galt im Besonderen dem Bereich der staatspolitischen Organisation.

## Publikationen
- Geschichte der politischen Presse im Aargau. Das 19. Jahrhundert. In: Beiträge zur Aargauergeschichte. Bd. 9. Sauerländer, Aarau 1998.
- Bienenfleiss und Wespenstich. 63 Jahre politisches Wächteramt im Kanton Aargau. Eine Geschichte des Landesrings der Unabhängigen im Aargau. Eigenverlag 2001.
- Geschichte der politischen Presse im Aargau. Das 20. Jahrhundert. In: Beiträge zur Aargauergeschichte. Bd. 11. Sauerländer, Aarau 2002.
- Franz Jakob Müller. Eine kleine Wirtschaftsgeschichte von Lengnau. 1848 bis 1890. Eigenverlag, 2004.
- Achilles Zschokke. Der Sohn des Dichters. Biografie eines Landpfarrers. Historische Vereinigung Wynental, Reinach 2007.